# Salix araeostachya
Salix araeostachya är en videväxtart som beskrevs av Camillo Karl Schneider. Salix araeostachya ingår i släktet viden, och familjen videväxter. Inga underarter finns listade i Catalogue of Life.